# 22421 Jamesedgar
22421 Jamesedgar è un asteroide della fascia principale. Scoperto nel 1995, presenta un'orbita caratterizzata da un semiasse maggiore pari a 2,6615562 UA e da un'eccentricità di 0,1572400, inclinata di 3,54741° rispetto all'eclittica.